# Dean Arsene
Dean Arsene (né le 20 juillet 1980 à Murrayville, province de la Colombie-Britannique au Canada) est un joueur professionnel canadien de hockey sur glace.

## Carrière de joueur
Après quelques saisons dans la Ligue de hockey de l'Ouest et une participation au tournoi de la Coupe Memorial, il se joint aux Checkers de Charlotte de l'ECHL. En 2003-2004, il s'aligne pour une première saison de six avec les Bears de Hershey. Avec ce club, il remporte à deux reprises la Coupe Calder.
En 2009-2010, il signe avec les Oilers d'Edmonton et y joue ses premières parties dans la Ligue nationale de hockey.

## Statistiques
| Saison     | Équipe                 | Ligue          |    | Saison régulière | Saison régulière | Saison régulière | Saison régulière | Saison régulière |   | Séries éliminatoires | Séries éliminatoires | Séries éliminatoires | Séries éliminatoires | Séries éliminatoires |
| Saison     | Équipe                 | Ligue          | PJ | B                | A                | Pts              | Pun              | PJ               | B | A                    | Pts                  | Pun                  |                      |                      |
| 1996-1997  | Pats de Regina         | LHOu           | 62 | 0                | 8                | 8                | 53               | 3                | 0 | 0                    | 0                    | 2                    |                      |                      |
| 1997-1998  | Pats de Regina         | LHOu           | 31 | 2                | 7                | 9                | 47               | -                | - | -                    | -                    | -                    |                      |                      |
| 1997-1998  | Ice d'Edmonton         | LHOu           | 43 | 0                | 12               | 12               | 90               | -                | - | -                    | -                    | -                    |                      |                      |
| 1998-1999  | Ice de Kootenay        | LHOu           | 68 | 1                | 4                | 5                | 111              | 4                | 0 | 0                    | 0                    | 4                    |                      |                      |
| 1999-2000  | Ice de Kootenay        | LHOu           | 66 | 4                | 7                | 11               | 150              | 21               | 1 | 2                    | 3                    | 59                   |                      |                      |
| 2000       | Ice de Kootenay        | Coupe Memorial | -  | -                | -                | -                | -                |                  |   |                      |                      |                      |                      |                      |
| 2000-2001  | Ice de Kootenay        | LHOu           | 68 | 1                | 10               | 11               | 178              | 11               | 0 | 1                    | 1                    | 34                   |                      |                      |
| 2001-2002  | Checkers de Charlotte  | ECHL           | 63 | 3                | 10               | 13               | 101              | 5                | 0 | 2                    | 2                    | 16                   |                      |                      |
| 2002-2003  | Wolf Pack de Hartford  | LAH            | 50 | 1                | 3                | 4                | 94               | -                | - | -                    | -                    | -                    |                      |                      |
| 2003-2004  | Royals de Reading      | ECHL           | 46 | 0                | 6                | 6                | 118              | 15               | 1 | 5                    | 6                    | 34                   |                      |                      |
| 2003-2004  | Bears de Hershey       | LAH            | 22 | 0                | 2                | 2                | 44               | -                | - | -                    | -                    | -                    |                      |                      |
| 2004-2005  | Bears de Hershey       | LAH            | 56 | 1                | 5                | 6                | 140              | -                | - | -                    | -                    | -                    |                      |                      |
| 2005-2006  | Bears de Hershey       | LAH            | 68 | 2                | 5                | 7                | 181              | 21               | 0 | 1                    | 1                    | 29                   |                      |                      |
| 2006-2007  | Bears de Hershey       | LAH            | 61 | 3                | 12               | 15               | 187              | 6                | 0 | 2                    | 2                    | 8                    |                      |                      |
| 2007-2008  | Bears de Hershey       | LAH            | 14 | 0                | 2                | 2                | 23               | -                | - | -                    | -                    | -                    |                      |                      |
| 2008-2009  | Bears de Hershey       | LAH            | 46 | 1                | 10               | 11               | 99               | 22               | 0 | 2                    | 2                    | 14                   |                      |                      |
| 2009-2010  | Falcons de Springfield | LAH            | 52 | 2                | 9                | 11               | 100              | -                | - | -                    | -                    | -                    |                      |                      |
| 2009-2010  | Oilers d'Edmonton      | LNH            | 13 | 0                | 0                | 0                | 41               | -                | - | -                    | -                    | -                    |                      |                      |
| 2010-2011  | Rivermen de Peoria     | LAH            | 77 | 1                | 10               | 11               | 137              | 4                | 0 | 0                    | 0                    | 6                    |                      |                      |
| 2011-2012  | Pirates de Portland    | LAH            | 63 | 2                | 8                | 10               | 110              | -                | - | -                    | -                    | -                    |                      |                      |
| 2012-2013  | IceCaps de Saint-Jean  | LAH            | 69 | 1                | 10               | 11               | 98               | -                | - | -                    | -                    | -                    |                      |                      |
| 2013-2014  | Heat d'Abbotsford      | LAH            | 42 | 1                | 6                | 7                | 43               | 3                | 0 | 0                    | 0                    | 18                   |                      |                      |
| Totaux LNH | Totaux LNH             | Totaux LNH     | 13 | 0                | 0                | 0                | 41               |                  |   |                      |                      |                      |                      |                      |

## Trophées et honneurs personnels
- Ligue de hockey de l'Ouest
  - 2000 : remporte la Coupe Ed Chynoweth avec le Ice de Kootenay
- Ligue américaine de hockey
  - 2006 et 2009 : remporte la Coupe Calder avec les Bears de Hershey